# Björn Näf
Björn Näf levde  under 1200-talet och var svensk riddare (känd som detta 1276–1296), uppges 1285–1286 vara lagman i Södermanlands lagsaga, riksråd (från 1288) samt lärare åt kung Magnus Ladulås.
Hans hustru hette Kristina, och med utgångspunkt från Björn Näf och hans vapenmärke Färlavapnet, hans hustru och hans närmaste släktingar, har historiker definierat honom som stamfar till den medeltida ätten  Färla, Björn Näfs ätt.
Han ligger begravd i Varnhems kloster, under en gravsten med inskriften "Fidelis minister Birgheri ducis Sueciae et pedagogus domini Magni regis" ("Trogen rådgivare till Birger, jarl av Sverige, och lärare för kung Magnus"). 